# Klub angažovaných nestraníků

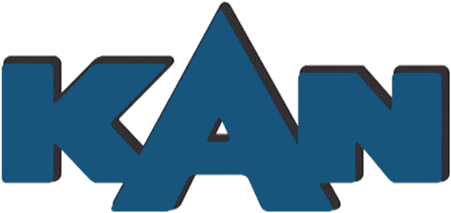
Logo KAN

Klub angažovaných nestraníků (Klub engagierter Parteiloser), abgekürzt KAN, war neben dem Klub K 231 eine der wichtigsten Organisationen, die während des Prager Frühlings 1968 in der Tschechoslowakei entstanden und sich außerhalb des Einflussbereichs der Kommunistischen Partei der Tschechoslowakei befanden und von ihr unabhängig agierten. Sie spielten eine wesentliche Rolle sowohl im Demokratisierungsprozess von 1968 wie auch in den späteren Begründungen der sowjetischen Führung für den Einmarsch der Truppen des Warschauer Paktes in die Tschechoslowakei von am 21. August 1968.
Nach dem Verbot dieser politischen Bewegung im September 1968 wurde die Tätigkeit im Frühjahr 1990 wieder aufgenommen.

## KAN während des Prager Frühlings
Im Frühjahr 1968 gab es als Plattform für die politische Betätigung lediglich die Kommunistische Partei sowie die als Blockparteien diskreditierten Parteien, die sich in der Nationalen Front praktisch der führenden Rolle der kommunistischen Partei unterwarfen. Die Bestrebung, die 1948 durch eine Zwangsvereinigung mit den Kommunisten eingegangene Sozialdemokratische Partei wieder neu zu beleben, befand sich noch am Anfang. Dies führte zahlreiche Bürger, die sich zwar engagieren wollten, jedoch nicht das bestehende System der politischen Partien akzeptierten, zur Gründung einer Bewegung für Parteilose – des KAN. Es war neben dem Klub K 231 die einzige unabhängige politische Struktur des Prager Frühlings.
Die Gründung erfolgte am 5. April 1968 in Prag. Der Gründung wohnten etwa 200 Personen bei, in kurzer Zeit fand der Klub jedoch zwischen 40.000 und 50.000 Interessenten. In den Statuten wurde die gleichzeitige Mitgliedschaft in einer anderen politischen Partei ausgeschlossen.  Die Statuten wurden am 7. April dem Innenministerium zur Genehmigung vorgelegt, am 16. Mai 1968 bewilligte der damalige reformfreudige Innenminister Josef Pavel eine vorläufige Tätigkeit. Zu den führenden Persönlichkeiten der Bewegung gehörten unter anderem Ludvík Rybáček, Jan Štěpánek, Rudolf Battěk, Jiřina Mlýnková, zeitweilig haben sich im Klub auch Alexandr Kliment und Ivan Sviták engagiert.
Innerhalb der Bewegung gab es zwei gegensätzliche Vorstellungen über die künftige organisatorische Struktur: ein loser Zusammenhang engagierter Bürger, so wie am Anfang der Bewegung, oder die straffere Ausrichtung als politische Partei. In beiden Fällen blieb das Ziel jedoch die Schwächung der Vorherrschaft der Kommunistischen Partei. Ähnlich wie bei dem Klub K 231 führte dies zu zunehmenden Attacken seitens der Kommunistischen Partei zusammen mit einem Druck seitens der sowjetischen Führung. Nach der August-Intervention wurde der KAN am 5. September 1968 verboten.

## Tätigkeit nach 1990
Nach dem Zusammenbruch des kommunistischen Regimes 1989 kam es zwischen März und Mai 1990 zu einer Neugründung der Bewegung unter der Mitwirkung von Karel Soyček, Bohdan Dvořák, Emil Dejmek und Pavel Holba. Die Statuten schließen die Mitgliedschaft in einer anderen Partei aus, ebenfalls dann auch die ehemalige Mitgliedschaft in der Kommunistischen Partei oder die Tätigkeit als Funktionär deren Jugendorganisation, ferner die Tätigkeit in den Volksmilizen oder der Geheimpolizei.
Der hohe Bekanntheitsgrad aus dem Jahr 1968 konnte dem neuen KAN jedoch nicht weiter zum Erfolg verhelfen. Bei den Parlamentswahlen 1990 bzw. 1992 war das beste Ergebnis 2,7 Prozent der Stimmen, bei den späteren Wahlen 2002, 2006 und 2010 waren die Erfolge sehr marginal, auch wenn es teilweise zu gemeinsamen Kandidatenlisten wie mit dem Pravý blok (Rechter Block) oder der Konzervativní strana (Konservative Partei) kam.